# Kreuz ohne Liebe
Kreuz ohne Liebe ist der erste Roman von Heinrich Böll, der, 1946/47 geschrieben, 2002 postum in Köln erschien.
Erzählt wird die Geschichte der katholischen Familie Bachem. Der SS-Scherge Hans Bachem sühnt seine Schuld, die er im Rheinland auf sich geladen hat, an der Ostfront. Nachdem er dem unbelasteten älteren Bruder, dem Wehrmachts-Soldaten Christoph, das Leben gerettet hat, geht er aus freiem Willen in den Tod. Das Buch ist auch ein Liebesroman. Die Liebe des Ehepaares Christoph und Cornelia Bachem überdauert das Elend der Kriegsjahre.
2004 erschien die Übertragung des Werkes ins Russische: Крест без любви (Krest bes ljubwi).

## Inhalt
Die Handlung führt 1933 in eine deutsche Großstadt am Rhein, 1938 in eine preußische Garnisonsstadt und 1939 bis 1945 an die West- und an die Ostfront.
Februar 1933
Hermann und Johanna Bachem sind 25 Jahre miteinander verheiratet. Grete, Christoph und Hans sind die Kinder des Ehepaares. Der Vater arbeitet als Architekt. Zum ersten Mal in seinem Leben soll er eine Kaserne bauen. Der 21-jährige Hans hat an der Universität diplomiert. Drei Brüder der Mutter sind im Ersten Weltkrieg gefallen. Die fast 50-Jährige liebt ihre Kinder, besonders die beiden Jungen, „ganz bedingungslos“. Christoph und die Mutter, die beiden tief gläubigen, ja frommen Menschen in dem Buch, verachten Hitler, der die Macht ergriffen hat. Hingegen Hans hat sich den neuen Machthabern verschrieben.
1938
Hans äußert der Mutter gegenüber, dass er nichts „Schlechtes tun werde“. Und doch verhaftet Hans, der SS-Mann, christliche Jugendliche, darunter Christophs Freund Joseph. Bis 1945 bleibt Joseph im KZ inhaftiert.
Christoph wird in die 3. Kompanie des Infanterieregiments 86 einberufen. Als der Vorgesetzte fragt, was er denn sei, antwortet Schütze Bachem: „Ich bin ein Mensch“. Christoph, „hoffnungslos unmilitärisch“, wird es nie lernen, einen einzigen Befehl seines Hauptfeldwebels Schwachhulla zackig auszuführen. Zwei Jahre muss Christoph das abscheuliche „sinnlose Getue“, die „planlose Lieblosigkeit“ hinter Kasernenmauern ertragen. Doch findig und abgebrüht, wie dieser nonchalante Soldat ist, schafft er sich – gegen den erklärten Willen seiner militärischen Vorgesetzten – erstaunliche Freiräume. In seiner Garnisonsstadt gewinnt Christoph die Liebe der schönen jungen Schauspielerin Cornelia Gluck. Er schläft mit ihr.
1939–1945
Christophs Mutter, die ein paar Monate später den inzwischen erkrankten Sohn besuchen darf, heißt die Beziehung gut und schlägt den beiden die Heirat vor. Ausgerechnet am Tage des Kriegsbeginns feiern die Bachems und Cornelias Mutter mit dem Brautpaar die Hochzeit.
Auch als Christoph in den folgenden drei Jahren durch Europa zwischen verschiedenen Kriegsschauplätzen so „hin- und hergeschleudert“ wird, dass der Lebensmut ihm sinkt, reißt die Verbindung zu seinem Bruder nicht ab. Er bittet Hans, sich nach dem Ergehen Josephs im KZ zu erkundigen. Schließlich wird Hans von der SS „zur Einberufung freigegeben“. Auf eigenen Wunsch wird er Offizier der Infanterie an der Ostfront. Gegen Kriegsende kommt es bei Stalikonowo zu einer letzten Begegnung der beiden Brüder. Christoph war vom SD aufgegriffen worden, als er drei russischen Frauen Lebensmittel etc. übergeben hatte. Der verhaftete Soldat soll vor das Kriegsgericht. In seiner Stellung als Ortskommandant verhilft Hans dem Bruder zur Flucht, nachdem er ihn mit Papieren versorgt hat. Hans beging diese Straftat, weil er die Liebe des Paares Christoph und Cornelia als etwas nie Gekanntes bewundert. Zudem kann sich Hans nicht verzeihen, dass er daheim gegenüber den Machthabern von Anfang an nie den Mut zum Nein aufgebracht hatte. Für die Urkundenfälschung und die Fluchthilfe wird Hans erschossen.
Mit einem zerschossenen Bein gelingt es Christoph, ein Bett in einem Lazarettzug zu ergattern. Er erreicht Cornelia im Osten des Reiches, verliert sie jedoch wieder auf der Flucht vor der anrückenden Roten Armee. Inzwischen 30 Jahre alt, ist Christophs Gesicht grau geworden. Cornelia kann er in dem Flüchtlingspulk nicht finden. Im April erreicht er im Rheinland die sterbende Mutter. Der Vater ist bereits gestorben. Christoph gerät in Gefangenschaft. Als er daraus entlassen wird, sieht er einen Überlebenden wieder: Joseph. Christoph träumt davon, dass Cornelia überlebt hat.

## Editionsgeschichte
Sander vermutet, Böll habe „in einer Art Schreibrausch“ von Juli 1946 bis März 1947 das Manuskript verfasst.
Mitte Juni 1947 schickte Böll seinen Roman nach Göggingen an den Verleger Johann Wilhelm Naumann. Anlass war ein Preisausschreiben in der christlichen Zeitschrift „Neues Abendland“. Der Autor bekam das Manuskript 1948 zurück mit dem Bescheid, die Wehrmacht sei aus nicht objektivierter Verbitterung zu schwarz-weiß gemalt und die Auseinandersetzung mit dem Nationalsozialismus sei unzureichend. Mit ähnlichen Vorwürfen wie zu kritische Darstellung der Wehrmacht und generell zu antimilitaristischer Tendenz seiner Texte wird Böll in den Folgejahren noch häufiger konfrontiert.
1993 gelangte das Manuskript an das Licht der Öffentlichkeit. Der Text erschien erstmals 2002 im Band 2 der Kölner Ausgabe der Werke Heinrich Bölls.

## Selbstzeugnis
Böll schreibt 1948 über den Roman an Ernst-Adolf Kunz: „Ohne diese Plackerei wäre ich wahrscheinlich nie zur Arbeit gekommen, hätte nie den Mut gefunden und nie entdeckt, daß ich etwas auf die Beine bekommen könnte.“

## Rezeption
- Nach 1945 war das Kriegsthema nicht sehr gefragt. Bölls Arbeiten wurden nur zu oft zurückgewiesen.[15]
- FAZ und SZ
  - Rezension unter dem Titel „Passion im Schützengraben“ in der Frankfurter Allgemeinen Zeitung vom 8. März 2003: Der Rezensent wirft Böll zu kontrastreiches Erzählen vor.
  - „Die Sehnsucht nach einem wirklichen Stuhl“ ist eine Besprechung in der Süddeutschen Zeitung vom 9. Oktober 2002: Bölls Stil wird umschrieben als Konglomerat von Expressionismus, Jugendstil und Wandervogel.
- Beinah ein „Heiligenroman“ ist eine Besprechung von H.-Georg Lützenkirchen. Das Resümee: Der Roman wolle zu viel.
- 11 Seiten Textauszug: Tobias Seitz versteht den Roman auch als einen Akt der Sprachfindung nach dem Kriege.